# Ullhårig noshörning

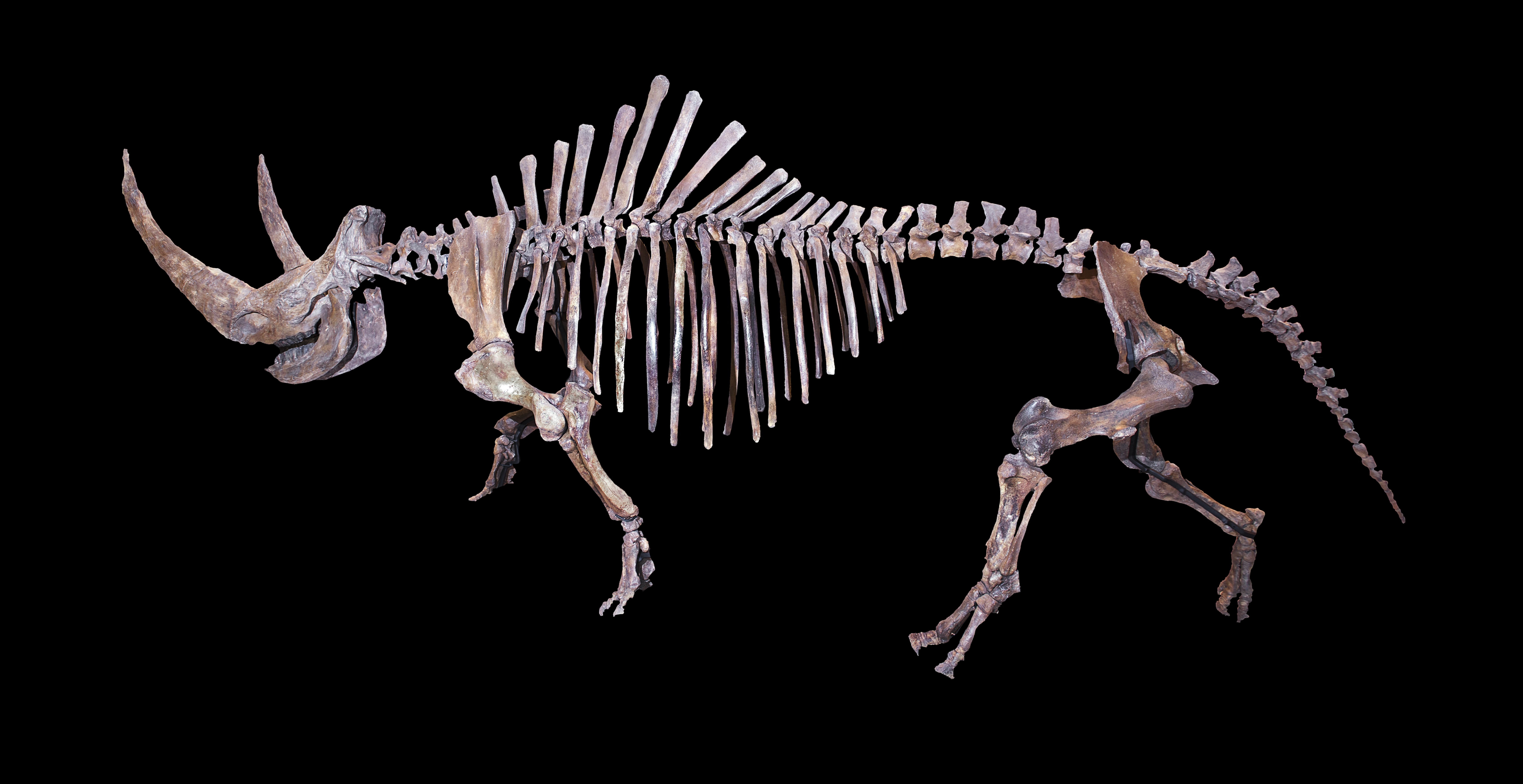
Coelodonta antiquitatis

Ullhårig noshörning (Coelodonta antiquitatis) är en idag utdöd art av noshörning som under den senaste nedisningen (Weichsel) var vanlig i norra Eurasien på det område som kallas för mammutstäppen. Utbredningsområdet sträckte sig från västra Europa till östra Asien. I motsats till ullhårig mammut vandrade arten inte över till Nordamerika. Den fanns bara fram till Wrangels ö. Djurets form är känt från grottmålningar i bland annat Frankrike.
Djuret uppkom i regionen som idag täcks av Mongoliet, norra Kina och Sibirien. Till Europa kom den för cirka 450 000 år sedan. Under Weichselnedisningen hade den sitt största utbredningsområde. Detta 3,5 meter långa djur utsattes tidigt för jakt från människan, något som kanske ledde till dess utdöende, även om man inget kan säga säkert. Ullhårig noshörning jagades även av neandertalmänniskan. Det bekräftas bland annat av fynd i Gudenusgrottan i Niederösterreich. Arten försvann för cirka 10 000 år sedan. De yngsta kända fossilen som är 8 000 till 10 000 år gamla hittades i Ukraina. Fynd från grottan Kesslerloch i Schweiz intygar att arten där levde kvar för 12- till 14 000 år sedan.
Ullhårig noshörning hade två horn och det främre nådde en längd av upp till 1 meter. En specialanpassning till istidsklimatet var förutom håret att hornet hade blivit plattare för att djuret enklare skulle komma åt att beta. På grund av skallens långsträckta form och kindtändernas konstruktion antas att den huvudsakligen åt gräs. Det bekräftas även av munnens form som var lika bred som hos trubbnoshörningen. Nosen och andra mjuka kroppsdelar hittades i mumifierad form i Sibiriens permafrost. Dessa fossil hade även rester av päls som överensstämmer med den information som finns från grottmålningar.
Sumatranoshörningen är dess nu närmast levande släkting och också den är på väg att utrotas.